# Tanto Faz
"Tanto Faz" é o terceiro single do cantor, compositor e instrumentista brasileiro Luan Santana, extraído do álbum - O Nosso Tempo É Hoje. Para a divulgação da canção nas rádios o cantor usou de uma criatividade em seu canal do Youtube, onde ele se deu de ouvinte e ligou para diversas rádios do Brasil pedindo a sua canção, sem que o atendente do outro lado da linha, pensasse que estava falando com o próprio cantor.
| “ | “Eu me diverti muito. Tive contato com os atendentes de rádio. Incorporei o papel de ouvinte por um dia, o papel de ligar e fazer a música tocar no Brasil inteiro é muito importante na vida de todo artista. Os ouvintes que pedem a nossa música nas rádios são os protagonistas do sucesso" | ” |

, explica o cantor sobre a ação.

## Apresentações ao vivo
Luan apresentou a canção ao vivo no programa especial de fim de ano da Rede Globo Show da Virada exibido em 31 de dezembro de 2014.

## Lista de faixas
| Download digital |             |         |  |
| N.º              | Título      | Duração |  |
| 1.               | "Tanto Faz" | 2:36    |  |

## Desempenho nas tabelas musicais

### Posições
| Tabela musical (2014)                                          | Melhor posição |
| -------------------------------------------------------------- | -------------- |
| Brasil - Billboard Brasil Hot 100 Airplay                      | 5              |
| Brasil - Billboard Brasil Regional Ribeirão Preto Hot Songs    | 1              |
| Brasil - Billboard Brasil Regional Nordeste Paulista Hot Songs | 1              |